# Hélène Grémillon
Pour les articles homonymes, voir Grémillon.
Hélène Grémillon est une femme de lettres française née à Poitiers le 8 février 1977.

## Biographie
Hélène Grémillon se destine très jeune à la littérature[réf. nécessaire]. Elle fait des études de lettres et obtient une maîtrise, puis se tourne vers l'histoire avec l'obtention d'un DEA.
Son premier roman, Le Confident, raconte la vie de Camille qui reçoit une lettre d'un expéditeur inconnu après la mort de sa mère, entre 1938 et 1942. Traduit dans une vingtaine de langues, il se vend à plus de 250 000 exemplaires et à plus de 250 000 exemplaires en poche et a paru dans une vingtaine de pays. Elle change radicalement de décor dans son second roman[non neutre], La Garçonnière, roman à suspens inspiré d'un drame réel dont l'action se déroule à Buenos Aires, en 1987.
Elle épouse Julien Clerc le 17 décembre 2012 dans le 16e arrondissement de Paris. Ensemble, ils ont eu un fils, Léonard né le 22 avril 2008.

## Œuvres
- Le Confident, éditions Plon, 2010, 301 p.  (ISBN 978-2-259-21251-9)[4]

Lauriers Verts de La Forêt des livres – Prix du premier roman 2010
Prix jeune talent littéraire des Clubs de lecture de Saint-Germain-en-Laye 2011
Prix Emmanuel-Roblès – Prix des lecteurs de la Ville de Blois 2011
Prix Montalembert « Coup de cœur du jury » 2011
Prix Palissy 2011
Ce roman a été traduit en 27 langues
- La Garçonnière, éditions Flammarion, coll. « Littérature française », 2013, 356 p.  (ISBN 978-2-08-130887-9)[6],[7]